# Jabal Umm Rijam
Jabal Umm Rijam is een klein dorp in het noorden van Egypte. Het ligt nabij een militaire basis en het dorp Wadi al Hajayib.